# Volo Aeroflot 4225
Il volo Aeroflot 4225 era un volo passeggeri di linea nazionale dall'aeroporto di Almaty, nella RSS Kazaka, all'aeroporto di Simferopoli, RSS Ucraina. L'8 luglio 1980, un Tupolev Tu-154 operante su tale rotta raggiunse un'altitudine non superiore a 500 piedi (150 m) quando la velocità calò improvvisamente a causa delle correnti termiche incontrate durante la salita. Ciò provocò uno stallo a meno di 5 chilometri dall'aeroporto; il velivolo si schiantò e prese fuoco, provocando la morte di tutti i 156 passeggeri e 10 membri dell'equipaggio a bordo. Ad oggi, rimane il disastro aereo con più vittime in Kazakistan.

## L'aereo
Il velivolo coinvolto nell'incidente era un Tupolev Tu-154, marche CCCP-85355, numero di serie 79A355. Venne costruito nel 1979 e consegnato ad Aeroflot nello stesso anno. Era alimentato da 3 motori turboventola Kuznetsov NK-8-2U.

## L'incidente
In quelle ore, Almaty stava vivendo un'ondata di caldo. Erano circa le 00:39 ora locale e il volo 4225 decollò dall'aeroporto di Almaty nel Kazakistan sovietico. Solo pochi secondi dopo il decollo, il volo raggiunse i 500 piedi (150 m). Le condizioni meteorologiche non erano favorevoli: l'aereo raggiunse una zona di aria calda e la velocità diminuì drasticamente. Il Tupolev stallò e precipitò vicino a una fattoria nella periferia di Almaty. Cadde in un burrone, prese fuoco e si disintegrò, provocando la morte di tutti a bordo.

## Le indagini
Il Soviet Aviation Board concluse che l'incidente venne causato da un wind shear; un altro fattore contributivo era che l'aereo era vicino al suo peso massimo al decollo per le condizioni locali che includevano le montagne.